# Hermodor d'Efes
Hermodor d'Efes (en grec antic: Ἑρμόδωρος, llatí: Hermodorus) fou un ciutadà notable d'Efes del segle v aC que fou desterrat de la ciutat i va anar a Roma, on va explicar als decemvirs romans les lleis gregues i els va ajudar per tant a la redacció de les Dotze Taules (451 aC). Els romans li van agrair erigint-li una estàtua. La seva participació en les lleis romanes de les dotze taules és discutida.